# أنتوني ماكبارتلين
أنتوني ديفيد ماكبارتلين (ولد في 18 نوفمبر 1975) مقدم برامج تلفزيونية ومنتج وممثل إنجليزي.

## روابط خارجية
- أنتوني ماكبارتلين على موقع IMDb (الإنجليزية)
- أنتوني ماكبارتلين على موقع ميوزك برينز (الإنجليزية)
- أنتوني ماكبارتلين على موقع ديسكوغز (الإنجليزية)
- أنتوني ماكبارتلين على موقع قاعدة بيانات الفيلم (الإنجليزية)